# جوزفين مايلز
جوزفين مايلز (بالإنجليزية: Josephine Miles)‏ هي كاتِبة وشاعرة أمريكية، ولدت في 11 يونيو 1911 في شيكاغو في الولايات المتحدة، وتوفيت في 12 مايو 1985 في بيركيلي في الولايات المتحدة.